# باشگاه فوتبال مافرا
باشگاه فوتبال مافرا (به پرتغالی: Clube Desportivo Mafra) یک باشگاه فوتبال حرفه‌ای در کشور پرتغال است که در سال ۱۹۶۵ تأسیس شده‌است.

## ورزشگاه خانگی
این باشگاه فوتبال حرفه‌ای، مسابقات خانگی خود را در ورزشگاه Estádio Municipal de Mafra که دارای ظرفیت ۱۲۰۰ نفر است برگزار می‌کند.